# Accellera
Accellera — организация, разрабатывающая стандарты в сфере автоматизации проектирования электронных приборов и разработки интегральных схем. Стандарты, разработанные Accellera и получившие распространение среди разработчиков, обычно принимаются IEEE.
Accellera была основана в 2000 году в результате объединения Open Verilog International и VHDL International. 
В июне 2009 было анонсировано слияние с еще одной крупной EDA организацией — SPIRIT Consortium, которая занималась разработкой стандартов в сфере IP.

## Членство
Компании, которые являются членами-корреспондентами, обладают правом голоса на всех технических комитетах Accellera. Корпоративные члены имеют право участвовать в выборах в совет директоров.
Корпоративными членами (на 2010 год) являются: 
- ARM Ltd.
- Cadence Design Systems
- Denali Software Inc.
- Freescale Semiconductor
- Intel Corporation
- Magma Design Automation
- Magillem SA
- Mentor Graphics
- Nokia
- SpringSoft, Inc.
- Sun Microsystems
- Synopsys Inc.
- Texas Instruments

## Стандарты
Перечисленные ниже EDA стандарты, разработанные Accellera, были ратифицированы IEEE (на 2010 год):
- Verilog or IEEE 1364
- VHDL or IEEE 1076
- Property Specification Language (PSL) or IEEE 1850
- SystemVerilog or IEEE 1800
- Standard Delay Format (SDF) or IEEE 1497
- Delay and Power Calculation System (DPCS) or IEEE 1481
- Advanced Library Format (ALF) or IEEE 1603
- Open Compression Interface (OCI) or IEEE 1450
- Unified Power Format (UPF) or IEEE P1801
- Open Model Interface (OMI) or IEEE 1499
- IP-XACT or IEEE 1685